# Kjell Arne Bratli
Kjell Arne Bratli (* 25. August 1948) ist ein ehemaliger norwegischer Marineoffizier, Politiker, Redakteur und Autor.

## Leben
Bratli war als Kapitän zur See („Kommandør“) der norwegischen Marine während des Kalten Krieges zur besonderen Verwendung bei der NATO abkommandiert. Seine Einsätze ereigneten sich in Europa, Südamerika, dem Nahen Osten sowie in Afghanistan, wo er in den 1980er Jahren zeitweilig die Mudschahidin begleitete, die gegen die sowjetische Okkupation kämpften. Später spielte er eine wesentliche Rolle beim Aufbau des Presseinformationsdienstes der NATO („Allied Press Information Center“, APIC) und war Leiter der Sektion Nord sowie der Sektion Maritime Verteidigung. Während seiner Dienstzeit war er zwölf Jahre lang Redakteur von zwei militärischen Zeitschriften.
Bratli ist Mitglied der sozialdemokratischen Partei Norwegens („Arbeiderpartiet“). Von 1978 bis 1981 war er deren parlamentarischer Geschäftsführer im norwegischen Parlament (Storting). Nachdem er sich zwischenzeitlich aus der aktiven Politik zurückgezogen hatte, wurde er 2003 Berater des Präsidiums des Parlaments von 2003 und bekleidete dieses Amt bis 2006. Anschließend fungierte er bis 2013 als dessen Wehrbeauftragter.
Nach eigenem Bekunden ist Bratli begeisterter Golfer. Unter anderem ist er Mitglied in dem exklusiven „The Royal and Ancient Golf Club of St Andrews“, dem 1754 gegründeten schottischen Golfclub, aus dem die (neben der USGA) führende Autorität der Sportart (R&A) hervorging.
Als Journalist und Autor verfasste Bratli zahlreiche Sachartikel und -bücher, nicht zuletzt mit Bezug zu seinen beruflichen Hauptarbeitsfeldern Marine und Politik, aber auch dem Golfsport und dem Leben in seiner Heimatstadt Horten, einschließlich der hieraus hervorgegangenen Brunstad Christian Church; andererseits betätigte er sich auch belletristisch. Einige seiner Werke wurden in andere Sprachen übersetzt, so auch ins Deutsche.

## Werke (Auswahl)
- (mit Nils Morten Udgaard): Norges Sikkerhet og Europeisk Utenrikspolitikk for 1980-årene. Europabevegelsen, Oslo 1979 (norwegisch (Bokmål)).
- (mit Carl Johan Berg): Kåre Willoch – vår nye Statsminister. Samfunnsforlaget, Oslo 1981 (norwegisch (Bokmål)).
- Eilef Mastberg (Hrsg.): Hortens Turnforening gjennom 125 år 1860 - 1985. Festschrift. 1985 (norwegisch (Bokmål)).
- Bak en åpen dør. Oslo 1986 (norwegisch (Bokmål)).
- De siste årene. Horten 1986 (norwegisch (Bokmål)).
- Fra Det Gyldne Horn til Fagforeningskamp. Oslo 1990 (norwegisch (Bokmål)).
- 100 år i lokalsamfunnet, H&O Privatbank/DNB. Festschrift. Horten 1991 (norwegisch (Bokmål)).
- Golfåret 1993. Stockholm 1994.
- (mit Øivind Schau): Sjøoffiser og Samfunnsbygger: Vernepliktige Sjøoffiserers Forening 100-års jubileumsbok 1895-1995. Mit einem Grußwort von König Harald V. Hrsg.: Vernepliktige Sjøoffiserers Forening. Norsk tidsskrift for sjøvesen, Hundvåg 1995, ISBN 978-82-91008-09-7 (norwegisch (Bokmål)).
- (mit Inge Grødum): Hvordan bli en golfer. Cappelen, 1995, ISBN 978-82-02-15722-7 (norwegisch (Bokmål)).
- Korsets vei - en beretning om Smiths venner. Stiftelsen Skjulte Skatters Forlag, 1995, ISBN 978-82-91305-23-3 (norwegisch (Bokmål)). (Deutsch: Der Weg des Kreuzes - ein Report über die Norweger-Gemeinde. Stiftelsen Skjulte Skatters Forlag, 1996, ISBN 978-3-88801-050-7.)
- (mit Inge Grødum): Birdie! Golfens glade galskaper. Cappelen, 1996, ISBN 978-82-02-16159-0 (norwegisch (Bokmål)).
- Seilas mot himmelens kyst. Biographie über Johan Oscar Smith. Stiftelsen Skjulte Skatters Forlag, 1997, ISBN 978-82-91305-32-5 (norwegisch (Bokmål)).
- En Herrens kriger. Biographie über Elias Aslaksen. Stiftelsen Skjulte Skatters Forlag, 1997, ISBN 978-82-91305-32-5 (norwegisch (Bokmål)).
- Oppdrag Bagdad. Dokumentarroman. Fortuna Forlag, 1998, ISBN 978-82-7668-036-2 (norwegisch (Bokmål)).
- (mit Svein Carl Sivertsen): Ramsund orlogsstasjon 90 år. Sjømilitære Samfund, 2003, ISBN 978-82-92217-08-5 (norwegisch (Bokmål)).
- (mit Inge Grødum): Fy farao, for et slag! - En reise i golfens galskaper. Fortuna Forlag, 2003, ISBN 978-82-92217-08-5 (norwegisch (Bokmål)).
- (mit Yngvar Olsen): Paradis rett forut. Stiftelsen Skjulte Skatters Forlag, 2000, ISBN 978-82-91305-67-7 (norwegisch (Bokmål)).
- Ombudsmannen for Forsvaret. Geschichte der Wehrbeauftragten in Norwegen. Mit einem Grußwort des Parlamentspräsidenten Jørgen Kosmo. In: Sjømilitære Samfund v/Norsk Tidsskrift for Sjøvesen. Hundvåg 2002 (norwegisch (Bokmål), forsvarsombudet.no [PDF]).
- En Herrens tjener - Sigurd Bratlie 1905-1996. Biographie. Stiftelsen Skjulte Skatters Forlag, 2003, ISBN 978-82-91305-83-7 (norwegisch (Bokmål)).
- Drivende krefter: Teknisk utdanning i Horten 1855-2005. Høgskolen i Vestfold, Avdeling for realfag og ingeniørutdanning, 2005 (norwegisch (Bokmål), nb.no).
- En Herrens hyrde: Aksel J. Smith, 1910-1998. Biographie. Stiftelsen Skjulte Skatters Forlag, 2003, ISBN 82-92493-53-0 (norwegisch (Bokmål)).